# ノバスコシア州首相の一覧
ノバスコシア州首相（Premier of Nova Scotia）は、カナダのノバスコシア州の州首相である。
以下の一覧では、イギリス植民地時代の首相についても列挙する。

## ノバスコシア植民地首相 (1848年–1867年)
| 代 | 氏名・政党                                     | 任期                          |
| -- | ---------------------------------------------- | ----------------------------- |
| 1  | ジェームズ・ボイル・ユニアック（自由党）       | 1848年2月2日 - 1854年4月3日   |
| 2  | ウィリアム・ヤング（自由党） 1期目             | 1854年4月4日 - 1857年2月20日  |
| 3  | ジェームズ・ウィリアム・ジョンストン（保守党） | 1857年2月24日 - 1860年2月7日  |
| -  | ウィリアム・ヤング（自由党） 2期目             | 1860年2月10日 - 1860年8月3日  |
| 4  | ジョゼフ・ハウ（自由党）                       | 1860年8月3日 - 1863年6月5日   |
| -  | ジェームズ・ウィリアム・ジョンストン（保守党） | 1863年6月11日 - 1864年5月11日 |
| 5  | チャールズ・タッパー（連盟党）                 | 1864年5月11日 - 1867年7月4日  |

## ノバスコシア州首相 (1867年以降)
| 代 | 氏名・政党                                             | 任期                           |
| -- | ------------------------------------------------------ | ------------------------------ |
| 1  | ハイラム・ブランチャード（保守党）                     | 1867年7月4日 - 1867年9月30日   |
| 2  | ウィリアム・アナンド（自由党）                         | 1867年9月30日 - 1875年5月8日   |
| 3  | フィリップ・カータレット・ヒル（自由党）               | 1875年5月11日 - 1878年10月15日 |
| 4  | サイモン・ヒュー・ホームズ（保守党）                   | 1878年10月22日 - 1882年5月23日 |
| 5  | ジョン・トンプソン（保守党）                           | 1882年5月25日 - 1882年7月18日  |
| 6  | ウィリアム・トーマス・パイプス（自由党）               | 1882年8月3日 - 1884年7月15日   |
| 7  | ウィリアム・スティーヴンス・フィールディング（自由党） | 1884年7月28日 - 1896年7月18日  |
| 8  | ジョージ・ヘンリー・マレイ（自由党）                   | 1896年7月20日 - 1923年1月24日  |
| 9  | アーネスト・ハワード・アームストロング（自由党）       | 1923年1月24日 - 1925年7月16日  |
| 10 | エドガー・ネルソン・ローズ（保守党）                   | 1925年7月16日 - 1930年8月11日  |
| 11 | ゴードン・シドニー・ハリントン（保守党）               | 1930年8月11日 - 1933年9月5日   |
| 12 | アンガス・ルイス・マクドナルド（自由党） 1期目         | 1933年9月5日 - 1940年7月10日   |
| 13 | アレグザンダー・スターリング・マクミラン（自由党）     | 1940年7月10日 - 1945年9月8日   |
| -  | アンガス・ルイス・マクドナルド（自由党） 2期目         | 1945年9月8日 - 1954年4月13日   |
| 14 | ハロルド・ジョゼフ・コノリー（自由党）                 | 1954年4月13日 - 1954年9月30日  |
| 15 | ヘンリー・ヒックス（自由党）                           | 1954年9月30日 - 1956年11月20日 |
| 16 | ロバート・スタンフィールド（進歩保守党）               | 1956年11月20日 - 1967年9月13日 |
| 17 | ジョージ・アイザック・スミス（進歩保守党）             | 1967年9月13日 - 1970年10月28日 |
| 18 | ジェラルド・リーガン（自由党）                         | 1970年10月28日 - 1978年10月5日 |
| 19 | ジョン・ブキャナン（進歩保守党）                       | 1978年10月5日 - 1990年9月12日  |
| 20 | ロジャー・ステュアート・ベーコン（進歩保守党）         | 1990年9月12日 - 1991年2月26日  |
| 21 | ウィリアム・ドナルド・キャメロン（進歩保守党）         | 1991年2月26日 - 1993年6月11日  |
| 22 | ジョン・サヴェージ（自由党）                           | 1993年6月11日 - 1997年7月18日  |
| 23 | ラッセル・マクレラン（自由党）                         | 1997年7月18日 - 1999年8月16日  |
| 24 | ジョン・ハム（進歩保守党）                             | 1999年8月16日 - 2006年2月24日  |
| 25 | ロドニー・マクドナルド（進歩保守党）                   | 2006年2月24日 - 2009年6月19日  |
| 26 | ダレル・デクスター（新民主党）                         | 2009年6月19日 - 2013年10月22日 |
| 27 | スティーヴン・マクニール（自由党）                     | 2013年10月22日 - 2021年3月23日 |
| 28 | イアン・ランキン（自由党）                             | 2021年3月23日 - 2021年8月31日  |
| 29 | ティム・ヒューストン（進歩保守党）                     | 2021年8月31日 - （現職）       |